# Vụ tấn công hóa học Ghouta 2013
Cuộc tấn công bằng hơi độc tại Ghouta 2013 - xảy ra vào ngày 21 tháng 8 năm 2013 - là một loạt những vụ sử dụng hơi độc để tấn công, diễn tại vùng Ghouta ở phía đông thủ đô Damas và là một phần sự kiện trong cuộc nội chiến tại Syria. Theo những loan báo trái ngược nhau đã có từ 355  đến 1729 người đã chết. Vài ngàn người đã phải vào nhà thương để được điều trị. Trong khi phe nổi dậy buộc tội chính quyền của Bashar al-Assad, phe chính phủ nắm quyền bảo là không có việc này xảy ra. Tuy nhiên sau đó họ công nhận là có, nhưng lại đổ tội cho phe nổi dậy đã sử dung các vũ khí hóa học.
Trong lúc các cuộc tấn công này đang xảy ra thì có một ủy ban chuyên viên của Liên Hợp Quốc (LHQ) có mặt tại đó chỉ cách vài cây số, và đang điều tra việc sử dụng vũ khí hóa học tại 3 nơi khác. Tuy nhiên họ không được cho phép tới đây. Vào ngày 25 tháng 8 báo chí Syria loan báo, là chính quyền đã cho phép các thanh tra LHQ tới nơi này. Khi nhóm này tới đây vào ngày sau thì bị kẻ lạ mặt đuổi bắn. Tuy nhiên lần sau họ đã có cơ hội nói chuyện với các bác sĩ, khám nghiệm các nạn nhân và thu thập được các mẫu thử.
Phía Hoa Kỳ  cho là, chính quyền Syria phải chịu trách nhiệm trong sự cố này, và cả các quan chức các nước như Pháp, Anh, và Israel cũng tuyên bố tương tự. Chính quyền Hoa Kỳ đang xem xét có nên dùng quân đội để can thiệp cuộc chiến mà không cần sự ủy nhiệm của LHQ. Iran buộc tội là phe nổi dậy phải chịu trách nhiệm cho vụ tấn công này, và cùng Nga cảnh cáo Hoa Kỳ về hậu quả của việc can thiệp quân sự.

## Bối cảnh
Vào tháng 7 năm 2012 chính phủ Syria thú nhận lần đầu tiên là có sở hữu vũ khí hóa học, nhưng tuyên bố là chỉ dùng nó khi nào họ bị tấn công bởi một nước khác. Tổng thống Hoa Kỳ Obama vào ngày 20 tháng 8 năm 2012 – gần đúng 1 năm trước khi xảy ra sự cố này – tuyên bố là việc sử dụng vũ khí sinh học cũng như hóa học là lằn ranh giới cấm, mà khi bị vượt qua thì Hoa Kỳ sẽ xem xét có nên can thiệp quân đội vào hay không?  Những tháng sau đó cả hai bên, phe nổi dậy cũng như chính quyền Assad, tiếp tục quả quyết là phía bên kia đã sử dụng vũ khí hóa học. Phe chính phủ thì bảo là phía nổi dậy vào tháng 3 năm tại thành phố Chan al-Asal gần Aleppo đã dùng vũ khí hóa học giết chết ít nhất 25 người. Tổng cộng có đến 13 vụ sử dụng vũ khí hóa học đã được trình lên LHQ. Sau nhiều cuộc thương lượng lâu dài cuối cùng Bashar al-Assad vào cuối tháng 7 năm 2013 đã cho phép một ủy ban chuyên môn của LHQ đến điều tra 3 trong số 13 chỗ bị cho là có dùng vũ khí hóa học. Tuy nhiên cuộc điều tra của các nhà chuyên môn bị trì hoãn, vì chính phủ Syria không bảo đảm cho sự an toàn của những người được LHQ ủy nhiệm. Ngoài ra, ngay từ lúc đầu của cuộc thương lượng, LHQ nói rằng họ sẽ không tìm hiểu ai là kẻ có tội, mà chỉ xem xét coi vũ khí hóa học có được sử dụng hay không.

## Biến cố
Cuộc tấn công theo như nguồn tin của phe đối lập bắt đầu gần 3 giờ sáng ngày 21 tháng 8 tại một khu do phe nổi dậy kiểm soát ở Ghouta, nằm về phía Đông của Damas. Các đầu đạn của hỏa tiễn mà được dùng để bắn vào phe nổi dậy, được cho là có chứa hơi độc. Theo những bài tường thuật đầu tiên của các nhân chứng thì có vài chục người chết vì hơi độc.
Theo nguồn tin của tổ chức Bác sĩ không biên giới, trong vòng 3 tiếng 3.600 người có triệu chứng trúng độc được chở vào 3 nhà thương, 355 người trong số này đã chết sau đó. Một phát ngôn viên của Quân đội Tự do Syria tường thuật là, đã có 1.729 người chết và 6.000 bị thương. Trong số các nạn nhân nhiều người là phụ nữ và trẻ em, một số còn đang ngủ. Hình và phim ảnh cho thấy các xác chết được sắp hàng với bọt nước miếng trước mũi và miệng và hầu như không thấy có vết thương bên ngoài nào cả. Nhiều người trần truồng hay chỉ ăn mặc sơ sài. Các triệu chứng theo lời nói của một bác sĩ, từ bất tỉnh, bọt nước miếng trước mũi và miệng, tròng mắt nhỏ lại rõ rệt, tim đập mạnh cho tới khó thở, rồi dẫn tới nghẹt thở. Các bệnh nhân được điều trị bằng Atropin, loại thuốc mà các bác sĩ không biên giới đã phát cho các nhà thương trước đó.
Chính quyền Syria ban đầu cho là các tường thuật về việc sử dụng vũ khí hóa học là không có thật, chỉ công nhận là đã tấn công bằng vũ khí thường.
Sau đó họ công nhận là có một cuộc tấn công bằng vũ khí hóa học, nhưng khẳng định là phe nổi dậy đã dùng để chống lại quân đội chính quyền. Thông tấn xã Ả Rập Syria (SANA) tường thuật, quân đội chính quyền đã khám phá ra một chỗ chứa vũ khí hóa học của phe nổi dậy, một số binh lính đã chết vì nghẹt thở. Những ngày sau đó, vùng này lại bị bỏ bom cũng như bị phóng hỏa tiễn liên tục, khiến cho việc điều tra tìm các chứng cớ cho việc sử dụng vũ khí hóa học trở nên khó khăn.